# Helictopleurus nicollei
Helictopleurus nicollei là một loài bọ cánh cứng trong họ Bọ hung (Scarabaeidae).